# Salas Altas
Salas Altas – gmina w Hiszpanii, w prowincji Huesca, w Aragonii, o powierzchni 20,74 km². W 2011 roku gmina liczyła 311 mieszkańców.